# 岡本一巳

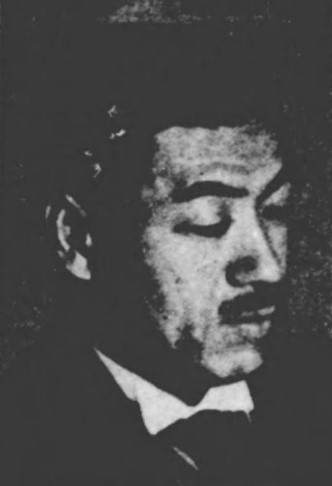
岡本一巳

岡本 一巳（おかもと かずみ、1881年（明治14年）12月2日 - 1947年（昭和22年）11月19日）は、日本の政治家、実業家。

## 経歴
岩手県盛岡市出身。明治法律学校と専修学校で学ぶ。実業界に進み、盛岡新聞社を創設した他、岩手銀行支配人、扶桑新聞社政治経済部長、大阪新報社政治部長兼外交部長などを歴任した。
1932年2月の第18回衆議院議員総選挙に栃木県第二区で立憲政友会から出馬して当選し、衆議院議員を一期務めた。1934年2月に立憲政友会から第一控室に移る。1935年3月には尾崎行雄、床次竹二郎らと院内会派「無所属室」を結成し、加入する。1936年の第19回衆議院議員総選挙では栃木県第一区から中立（無所属）で出馬したが、最下位で落選した。
帝人事件は、1934年2月の衆議院本会議で、岡本が台湾銀行の所有株売却に関し政府を追及したことがきっかけになったものである。